# Eiermann-Campus

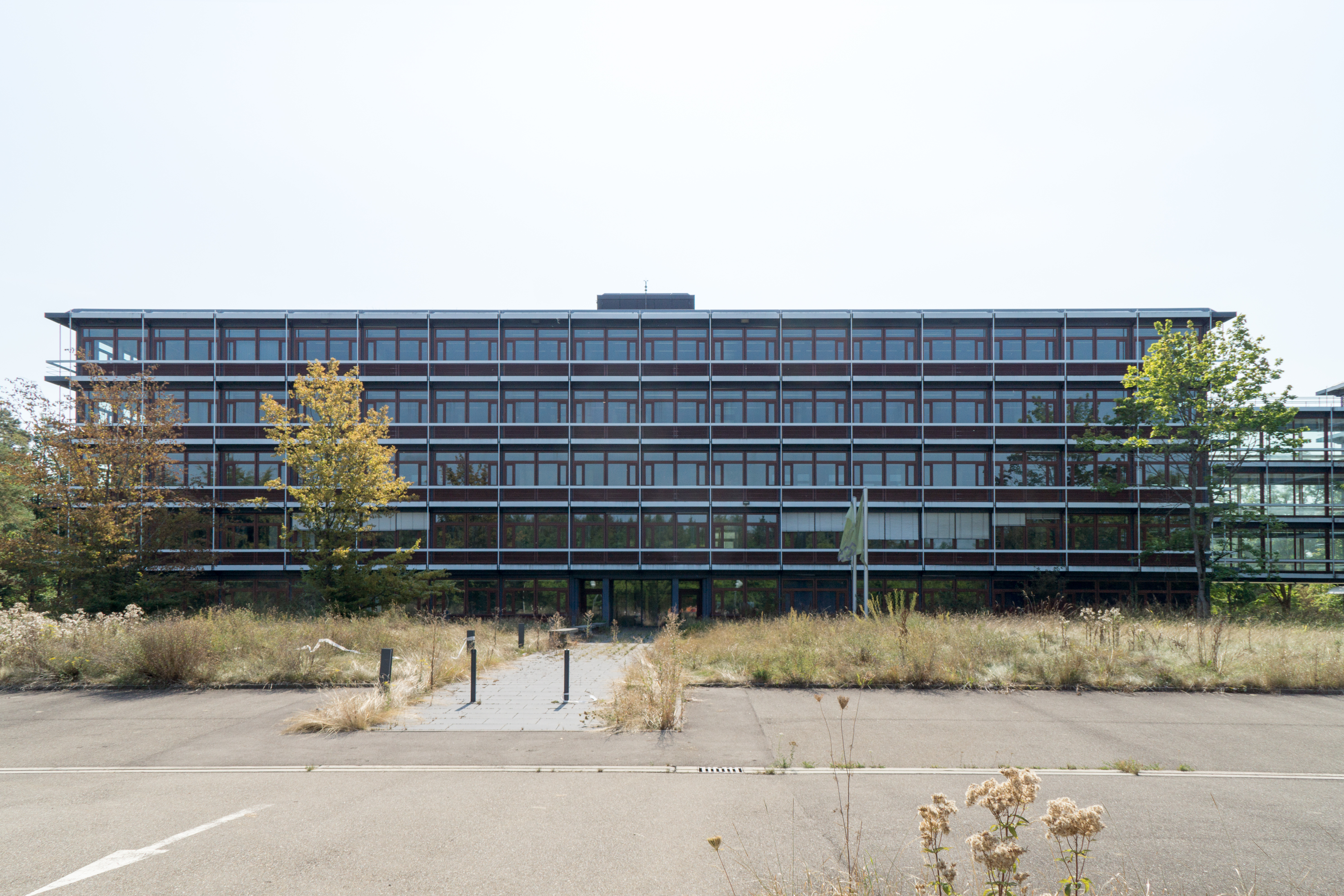
Gebäude des Eiermann-Campus (2016)

Der Eiermann-Campus (auch IBM-Areal, IBM-Campus, Carré 5 oder Garden Campus Vaihingen) war ein von 1972 bis Ende 2009 von der Firma IBM Deutschland GmbH als Hauptverwaltung genutzter Bürogebäudekomplex in Stuttgart-Vaihingen. Der Großteil der Gebäude wurde als herausragendes Beispiel der Nachkriegsmoderne zum Kulturdenkmal erklärt.

## Lage
Die Gebäude mit der Adresse Pascalstraße 100 befinden sich am südwestlichen Rand des Stadtbezirks Stuttgart-Vaihingen, unmittelbar angrenzend an das Autobahnkreuz Stuttgart. Die Hauptzufahrt zum Gelände erfolgt über eine die Pascalstraße überbrückende eigene Zufahrt. Das Gelände ist derzeit nicht öffentlich zugänglich, wird jedoch anlässlich von Veranstaltungen, beispielsweise am Tag des offenen Denkmals, vom Eigentümer geöffnet.

## Geschichte
Der Architekt Egon Eiermann erhielt von der IBM Deutschland GmbH 1965 den Auftrag, für die sich bis dahin in Sindelfingen befindende Hauptverwaltung eine Planungsstudie für einen Neubau zu erstellen. Als Standort wurde das Areal des damaligen Werks in Böblingen geprüft. Egon Eiermann präferierte eine Hochbaulösung, alternativ schlug er eine Flachbaulösung vor. Aufgrund des gestiegenen Produktionsbedarfs wurden die Planungen jedoch nicht weiter verfolgt. IBM Deutschland GmbH erwarb stattdessen das Areal in Stuttgart-Vaihingen. Egon Eiermann erhielt den Zuschlag für die Ausführungsplanung, welche er am 2. Februar 1967 aufnahm. Baubeginn war am 14. Oktober 1968. Der Bezug der Gebäude erfolgte am 23. März 1972. Im ersten Bauabschnitt wurden drei Bürogebäude und eine Cafeteria errichtet, die mit Übergangsbauten miteinander verbunden waren. Bereits in den Planungen war eine Erweiterung auf insgesamt fünf Bürogebäude angedacht. Die Kosten für den Neubau ohne den Erwerb des Grundstücks wurden mit 79,3 Mio. DM angegeben. Nach dem Tod von Egon Eiermann 1970 führte die Architektengemeinschaft Heinz Kuhlmann, Imre Biró, László Biró und Hans-Peter Wieland das Bauvorhaben fort. Posthum wurden Egon Eiermann 1974 der Hugo-Häring-Preis und 1975 der Paul-Bonatz-Preis verliehen. Die Erweiterung um das vierte Bürogebäude mit der Anbindung an eines der Bestandsgebäude wurde 1983 bis 1984 vom Architektenbüro Kammerer und Belz vorgenommen, wobei die Ausführung an die bestehenden Bauten angeglichen wurde. Das mögliche fünfte Gebäude wurde nicht realisiert. Insbesondere in den Innenräumen fanden während der gesamten Nutzungsdauer fortlaufend Umbauten und Modernisierungen statt. Eine Asbestsanierung der Innenräume und der Brandschutzanstriche aller Gebäude von 1988 bis 1992 führten zu Veränderungen, insbesondere des Beleuchtungskonzepts und der Gestaltung der Außenfassade. Die Kantine wurde 2000 umfassend saniert und in der Innengestaltung verändert. Zeitgleich wurde der Innenhof eines Pavillon, in dem sich bis dahin das Rechenzentrum befand, mit einem Glasdach versehen und eine Cafeteria eingebaut.
Die IBM Deutschland GmbH verkaufte das Areal 2000 an die Hamburgische Immobilien Handlung, die wiederum 2007, nachdem IBM ankündigte, den Mietvertrag zum Ende des Jahres 2009 zu kündigen, das Areal an die Fondsgesellschaft CBRE Investors weiterverkaufte. Im November 2009 zog IBM wie angekündigt aus den Gebäuden in die neue Hauptverwaltung nach Ehningen. Trotz intensiver Bemühungen das Areal unter dem Namen „Carré 5“ zu vermarkten, schlug eine Neubelebung fehl. Die Projektgesellschaften des Investors meldeten 2011 Insolvenz an. Der Insolvenzverwalter stellte 2013 aufgrund des sich zunehmend verschlechterten Zustands der Gebäude einen Abrissantrag. Daraufhin rief der Oberbürgermeister der Stadt Stuttgart ein „Eiermann-Kolloquium“ ein, um das Kulturdenkmal vor dem weiteren Verfall zu bewahren und einer neuen Nutzung zuzuführen. Im Ergebnis wurde festgehalten, dass eine weitere Bebauung des Areals ermöglicht werden soll, um einen Erhalt der Bestandsgebäude zu ermöglichen. Trotz aller Bemühungen einer erneuten Vermarktung wurden zunehmend Schäden an den Gebäuden sichtbar. Aufgrund der hohen Sanierungskosten wurde eine erwogene Zwischennutzung als Erstaufnahmestelle für Flüchtlinge verworfen.
Im Oktober 2015 kaufte der Investor Gerchgroup das gesamte Areal an. Trotz Ablehnung der Planungen des Investors durch den zuständigen Bezirksbeirat wurde im April 2016 vom Gemeinderat Stuttgart der Aufstellungsbeschluss für einen neuen Bebauungsplan gefasst. Dieser ermöglicht eine erhebliche Nachverdichtung unter der Bedingung des Erhalts der vier Pavillons von Egon Eiermann. Maßnahmen zur Bürgerbeteiligung und ein städtebaulicher Ideenwettbewerb sind Bestandteil der Planungen des als „Garden Campus Vaihingen“ bezeichneten Projekts. Das Projekt der Gerchgroup wurde durch die SSN Group übernommen, die in der Consus Real Estate aufgegangen ist, die wiederum 2020 von der Adler Group übernommen wurde. Der Projektname lautet inzwischen „VAI Campus“. 2019 wurde das Projekt in das Portfolio der Internationale Bauausstellung 2027 StadtRegion Stuttgart (IBA’27) aufgenommen. Aufgrund der finanziellen Schwierigkeiten der Adler Group erwägt die Stadt Stuttgart den Kauf des Areals.

## Baubeschreibung
Den Namen "Eiermann-Campus" verdankt das Gebäudeensemble der verhältnismäßig flachen Pavillon-Bauweise mit Innenhöfen, die auf die Gegebenheiten des 195.000 m² großen Grundstücks Rücksicht nimmt. Die drei denkmalgeschützten Bürogebäude von Egon Eiermann sind quadratisch mit der Abmessung 60 auf 60 Meter (außen) und 32 auf 32 Meter (innen) errichtet und mit Verbindungsbauten versehen. Die Cafeteria im flachen vierten Pavillon bot in der ersten Ausführung 850 Sitzplätze. Insgesamt war das Areal in der ersten Ausbaustufe für 1.500 Arbeitsplätze ausgelegt, bei rund 22.200 m² reiner Bürofläche. Die Konstruktion der Gebäude basiert auf einem Stahlrahmen mit Stahlbetonsockel und Klinkerverkleidung. Das später errichtete vierte Bürogebäude wurde äußerlich den Bestandsbauten angeglichen, ist jedoch um ein Geschoss erhöht.